# Grammofon AB Electra
Die Grammofon AB Electra war eine schwedische Plattenfirma, die von 1956 bis 1990 bestand.

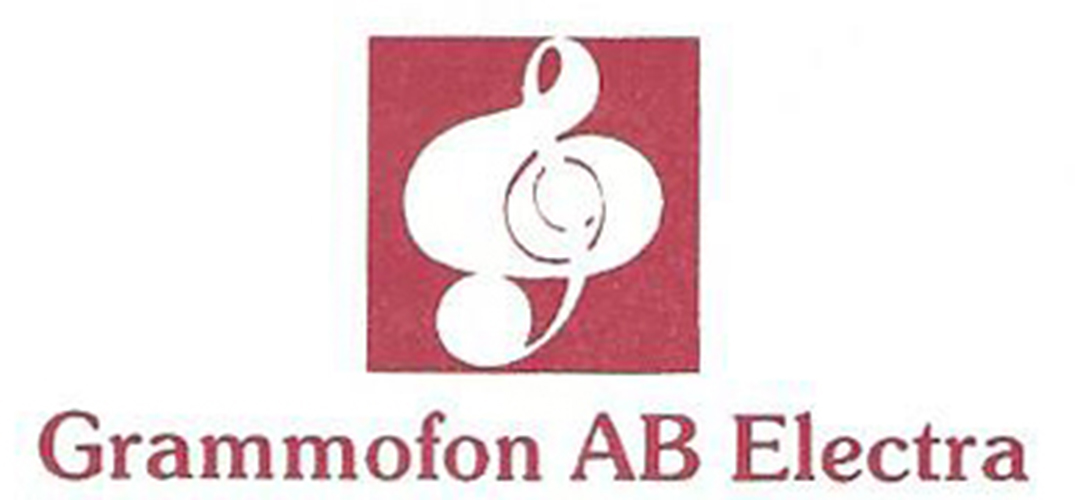
Electra-Firmenlogo

## Geschichte

### Vorgeschichte
Die Geschichte der Grammofon AB Electra ist eng verbunden mit dem Wirken von Sixten Eriksson (* 17. November 1905, † 5. März 1990). Seine Anfänge in der Musikindustrie lagen 1928 bei der Firma Vox, die von Orchestrola übernommen wurde, welche wiederum an die deutsch-tschechische Ultraphon ging. Diese wurde 1932 von der deutschen Telefunken erworben. Im Jahr 1933 etablierte Telefunken in Schweden die Gesellschaft SATT (Svenska AB Trådlös Telegrafi) und setzte Eriksson als Geschäftsführer ein. Geschäftszweck: Schweden mit Phonogeräten und Schallplatten zu versorgen – neben schwedischer Musik hauptsächlich mit deutschen Schlagern und klassischer Musik.

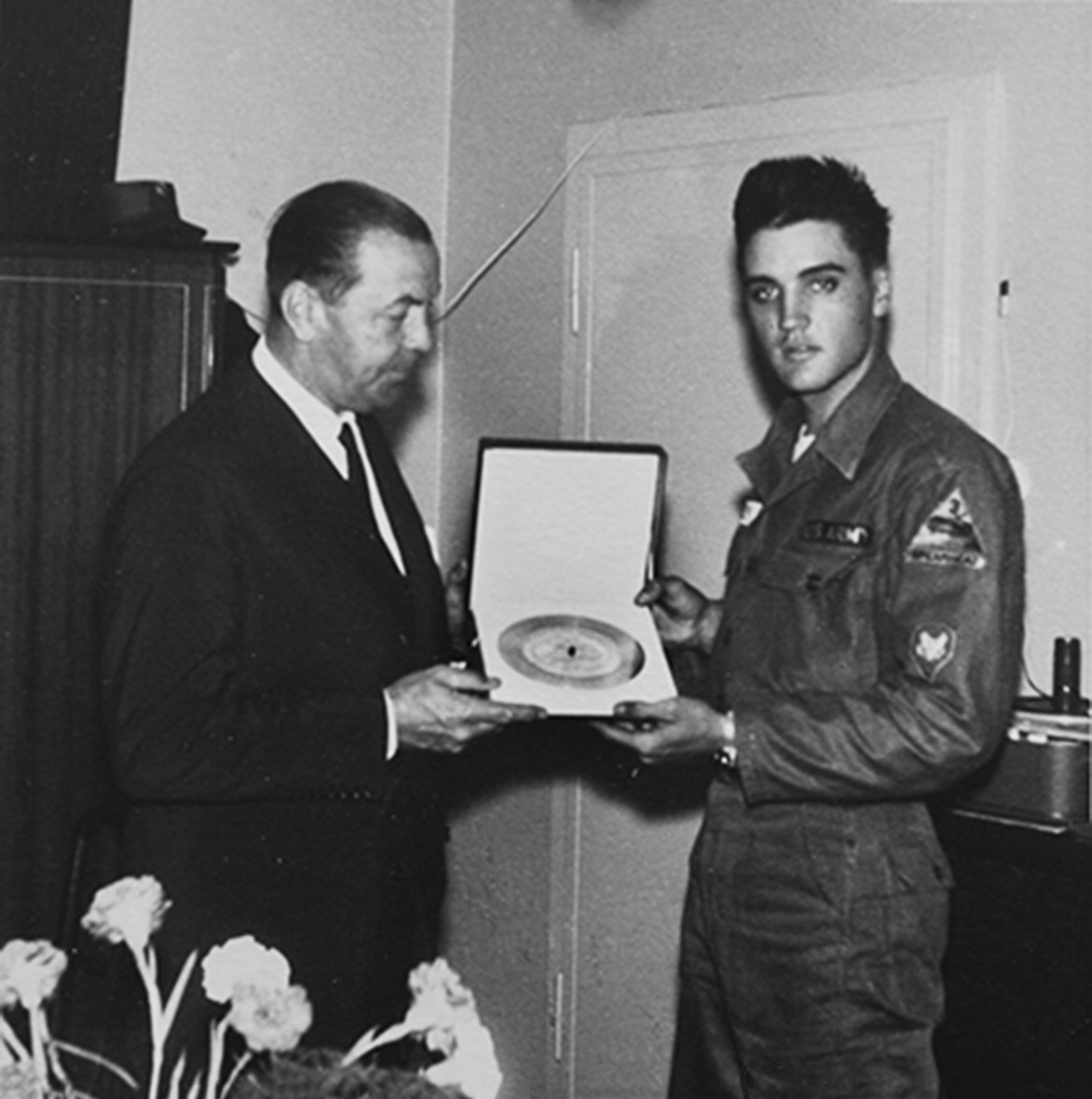
Sixten Eriksson 1958 bei der Überreichung einer Goldenen Schallplatte an Elvis Presley

Sixten Eriksson trug in der Firma die Verantwortung für den Schallplatten-Zweig – von schwedischen Aufnahmen bis zum Verkauf und dem Kontakt zu Telefunken. Auch während des Zweiten Weltkriegs blieben die Geschäftsbeziehungen ungestört, und Telefunken-Mitarbeiter kamen regelmäßig nach Stockholm und Göteborg, um Plattenaufnahmen zu machen. Telefunken-Produzent Herbert Grenzebach (ehemals Ultraphon) und der technische Aufnahmeleiter Alexander Seeland gehörten zu den häufigen Besuchern der Familie Eriksson. Noch im April 1945 gab es regelmäßige Flugverbindungen zwischen Berlin und Stockholm.

### Entwicklung nach 1945
Nach dem Krieg enteignete die schwedische Regierung alle deutschen Firmen und Markenrechte. Sixten Eriksson fand eine neue Beschäftigung bei AB F.W. Bennet, dem Lizenznehmer der englischen Decca. Schon 1946 erhielt er Nachricht von Herbert Grenzebach, dass Telefunken aus Trümmern wieder aufgebaut werden sollte. Daraus entwickelte sich eine erneute Zusammenarbeit: Eriksson fand im Besitzer der Firma Elektroholm, E. A. Bolle, einen Geldgeber für die Neugründung TEFAB (Telefunken Försäljnings AB). Eigner war die Familie Bolle, Vorstandsvorsitzender Sixten Eriksson. TEFAB wurde am 1. Januar 1948 gegründet, Telefunken-Aufnahmen erschienen unter dem Labelnamen Telestar. Dass es Eriksson gelang, die amerikanische Plattenfirma Capitol und Telefunken zusammenzubringen, eröffnete der deutschen Firma den Zugang zum US-Markt. Im September 1948 wurde der Vertrag zwischen Capitol und Telefunken geschlossen, der auch TEFAB mit einbezog. Für viele Capitol-Importe dieser Zeit kamen die Aufträge aus Schweden. Gepresst wurde beim Telefunken-Werk in Nortorf bei Hamburg.

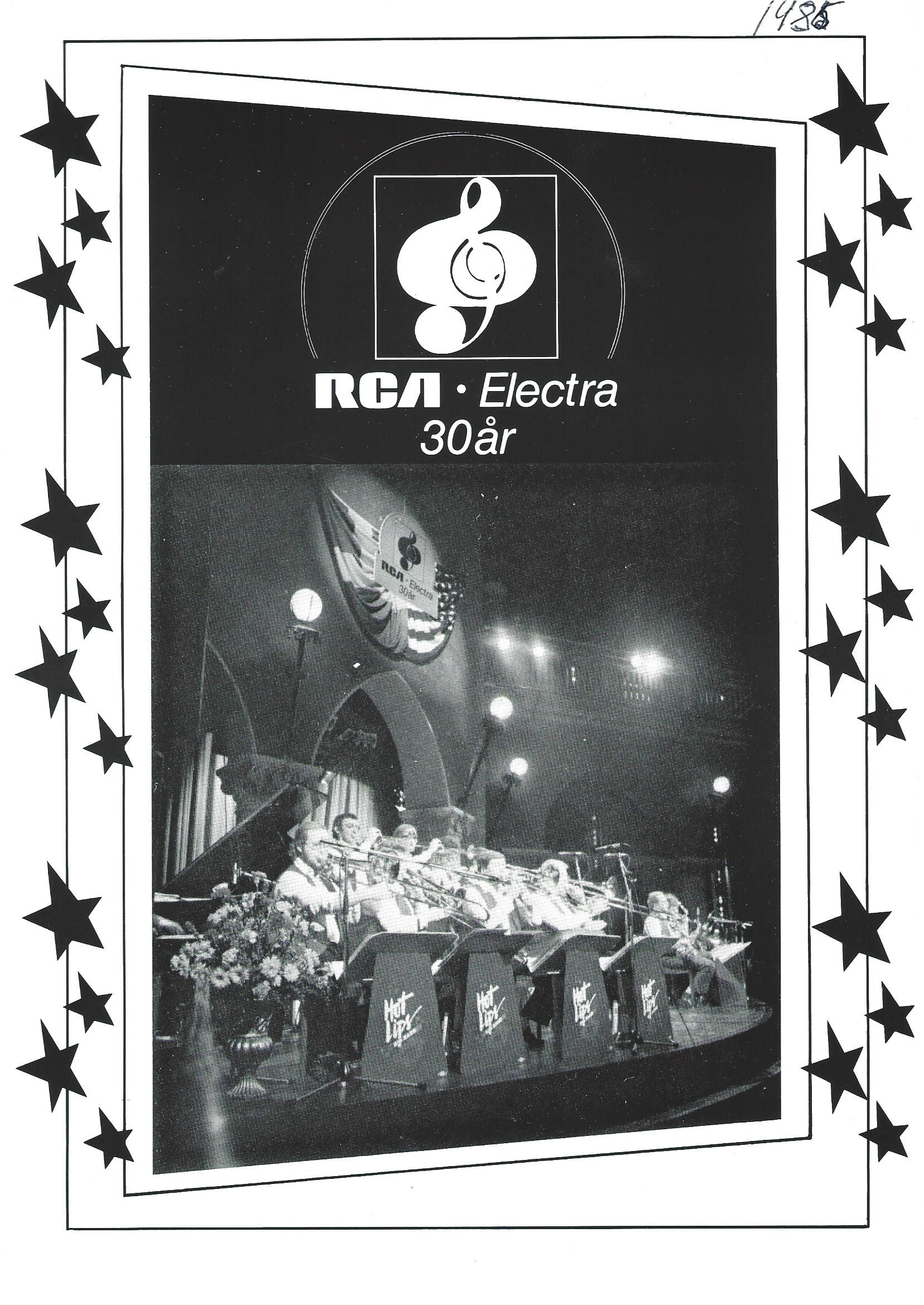
Werbung für Electra und RCA

Ein großer Aufschwung für die schwedische Plattenfirma kam dadurch, dass das US-Label RCA Victor als Ersatz für Capitol gewonnen werden konnte, als Capitol zur EMI (Electrola) abwanderte. Die Vereinbarung, die im Dezember 1955 von Eriksson in New York unterzeichnet wurde, war Teil eines Vertrages mit der Hamburger Teldec, einem Zusammenschluss der Telefunken mit der englischen Decca. Da die RCA den Firmennamen Telefunken (TEFAB) nicht akzeptierte, gründete Eriksson im Namen der Familie E. A. Bolle am 1. Januar 1956 in Schweden und Finnland die Firma Grammofon AB Electra für die Zusammenarbeit mit RCA. 1960 übernahm Eriksson AB F.W. Bennet und damit die Label Decca, London und Brunswick.

### Beziehung zur Bundesrepublik
Mit der Geschäftsbeziehung zur RCA hatte die Teldec sich zusätzlich zu den Labels Decca und LONDON einen bedeutenden Anteil an anglo-amerikanischer Musik gesichert. Beim Import von RCA-Platten spielte Grammofon AB Electra, wie schon zuvor TEFAB bei Capitol-Records-Platten, eine große Rolle. Gepresst wurden die Platten für den schwedischen Markt in Nortorf. Zunächst trugen sie neben dem RCA-Logo den Herkunftsvermerk „Product of Grammofon A.B. Electra as Licensee of Radio Corporation of America“. Pressungen für den deutschen Markt, die parallel dazu in Nortorf gefertigt wurden, wurden als „Product of Teldec ’Telefunken-Decca’ Schallplatten G. m. b. H. Germany“ ausgewiesen. Im Lauf des Jahres 1957 übernahm Grammofon AB Electra auch die deutschen Etiketten. Bei der Teldec in Nortorf (Schleswig-Holstein) machte Sixten Erikssons Sohn Hans-Ove Eriksson (* 8. Dezember 1935) 1954 ein Praktikum. Hans-Ove, der 1985 seinen Namen in Regén änderte, war seit 1953 im Unternehmen angestellt. 1958 setzte er seine Fortbildung mit einem Praktikum bei Telefunken in Stuttgart fort. So bildete sich der spätere Vorstandsvorsitzende vom Plattenpressen bis zum Verkauf im eigenen Unternehmen und beim deutschen Partner von der Pike auf aus.
Die Verbindung zur Grammofon AB Electra förderte die Auswertung des RCA-Katalogs durch die Teldec. Besonders die Durchsetzung von Elvis-Presley-Platten, die in der Bundesrepublik nur zögerlich akzeptiert wurden, ging anfangs auf das Konto der schwedischen Firma. In der so genannten Teldec-Gruppe, die RCA-Platten für die Bundesrepublik, Österreich, Schweiz, Holland, Benelux und Skandinavien vertrieb, hatte Grammofon AB Electra eine gewichtige Stimme. 1975 wurden die Plattenfirmen aus dem Unternehmen der Familie Bolle ausgegliedert. Alleinige Besitzer der neuen Aktiengesellschaft: die Familie Eriksson (Vater, Sohn und Tochter). Im Laufe der Jahre vertrat die Firma neben Telefunken-Teldec in Skandinavien sämtliche Label aus dem anglo-amerikanischen Raum, die auch Teldec und die englische Decca unter Vertrag hatten – im Einzelnen: Capitol, Decca, RCA, A&M Records, Monument Records, Warner Bros., Reprise Records etc. Außerdem: Ariola, Arista Records, MCA, Motown etc.

### 80er Jahre
1980 bezog das Unternehmen einen Neubau im Ortsteil Kista von Stockholm. 1982 entstand dort ein zweites Aufnahmestudio mit 24-Kanal-Mischpult. 1981 gründet die Familie Eriksson die dänische AG Grammofon A/S Electra und 1983 die norwegische Grammofon A/S Electra mit Hans-Ove Eriksson als Vorstandsvorsitzendem in beiden Unternehmen. 1984 wurde er auch Vorstandsvorsitzender der finnischen Firma AB Discophon OY, an der Sixten Eriksson beteiligt war. 1986 verkaufte die Familie ihre Anteile am Electra-Konzern an die Entertainment Invest Group AB, die die Firma 1990 liquidierte.